# Birge Schade
Birge Schade (* 7. Februar 1965 in Wilster) ist eine deutsche Schauspielerin.

## Leben

### Ausbildung und Theater
Birge Schade, als Tochter eines Seemanns und Schiffsingenieurs in Schleswig-Holstein in der Nähe von Itzehoe geboren, wuchs ab ihrem 6. Lebensjahr in Bayern in der Nähe von Ingolstadt auf, wurde dort eingeschult und machte dort ihr Abitur. Als Teenager übernahm sie Statistenrollen am Stadttheater Ingolstadt. Sie absolvierte nach einer Ballettausbildung an der Ballettakademie Roleff-King die Schauspielschule am Schauspiel München. In den USA vertiefte sie in New York ihre Schauspielausbildung. Auf der Bühne spielte sie am Münchener Residenztheater und von 1994 bis 1997 bei der Bremer shakespeare company. In Wien war sie 1999/2000 als Künstlermuse Alma Mahler-Werfel in Joshua Sobols Theaterstück Alma (Regie: Paulus Manker) zu sehen. Weitere Theaterengagements hatte sie am Theater am Neumarkt Zürich (2000) und am Theater am Kurfürstendamm (2006). Von 2012 bis 2015 war Schade mit dem Stück Licht im Dunkel des Broadway-Autors William Gibson auf Tournee; in dem Stück über die taubblinde Helen Keller spielte sie Kellers Lehrerin Anne Sullivan.
Im Juni/Juli 2013 gastierte Schade, neben Oliver Stritzel als „Vicomte de Valmont“, am Theater am Kurfürstendamm als „Marquise de Merteuil“ in einer Bühnenfassung des Briefromans Gefährliche Liebschaften von Regisseurin Amina Gusner. 2014 spielte sie bei der „LehnschulzenHofbühne“ in Viesen die Tochter des Trollkönigs in Peer Gynt (Regie: Boris von Poser). Seit Januar 2018 ist Birge Schade, mit Florian Bartholomäi als Partner, auf der Bühne des Kleinen Theaters am Südwestkorso in Berlin in der Berliner Erstaufführung des Stück Switzerland der australischen Autorin Joanna Murray-Smith in der Rolle der Patricia Highsmith zu sehen.

### Film und Fernsehen
Ihr Filmdebüt gab Schade 1988 als „Fanny“ in Herbstmilch. In dem Fantasy-Film Die unendliche Geschichte II – Auf der Suche nach Phantásien hatte sie eine ihrer ersten, frühen Kinorollen. Nebenrollen im Kino hatte sie in Schlafes Bruder (1995; als Franziska) und als Fräulein Mertens in dem Filmdrama Jenseits der Stille. In den 1990er Jahren spielte Schade vorwiegend in Fernsehserien wie Der Fahnder, Die Wache, Ein Fall für zwei und Auf Achse. In dem TV-Krimi Der Skorpion (1997), von Regisseur Dominik Graf als düsterer Großstadtthriller inszeniert, spielte Schade die Pornodarstellerin Daria, in die sich Robin (Marek Harloff), der Sohn eines Polizeikommissars, verliebt. Den Durchbruch brachte ihr die Hauptrolle in dem historischen Zweiteiler Die Wüstenrose (2000), in der sie die selbstbewusste Berliner Ärztin Klara, die Anfang des 20. Jahrhunderts eine Stelle auf einer Krankenstation in Deutsch-Südwestafrika antritt, darstellte.
Seitdem spielte sie in Dramen, Krimis und Komödien. In dem Krimidrama Späte Rache (Erstausstrahlung: November 2001) von Regisseur Matti Geschonneck spielte sie an der Seite von Peer Jäger und Christian Redl. In Christopher Roths Kinofilm Baader (2001) verkörperte sie die RAF-Terroristin Ulrike Meinhof. In Dominik Grafs TV-Film Hotte im Paradies (Erstausstrahlung: Oktober 2002), einer Milieustudie im Zuhälter-Milieu, war sie die Prostituierte Rosa. In dem TV-Film Katzenzungen (Erstausstrahlung: Oktober 2003), die Geschichte von drei Freundinnen, die sich alljährlich zu einem gemeinsamen Kurzurlaub treffen, waren Meret Becker und Ina Weisse ihre Partnerinnen. In dem Kinofilm Delfinsommer (Kinostart: April 2004) spielte sie Caroline Wagner, die Mutter eines jungen Mädchens, das sich zu einer Sekte hingezogen fühlt. Im Polizeiruf 110: Winterende (Erstausstrahlung: September 2004) war sie die Bestatterin und Trauerrednerin Marianne Dammers, die ein Verhältnis mit dem Mordopfer hatte und für ihr zugefügte Demütigungen Rache nimmt. In dem Polit-Thriller Mord am Meer (Erstausstrahlung: März 2005) spielte sie, wieder unter der Regie von Matti Geschonneck, an der Seite von Heino Ferch die Sylvia Glauberg, die Ehefrau des Polizeikommissars Anton Glauberg. In dem Kriminalfilm Der Tote am Strand (Regie: Martin Enlen), der im Oktober 2006 auf dem Filmfest Hamburg erstmals gezeigt wurde, spielte sie die Ehefrau Regina und Schwester der Hauptfigur Rosa (Silke Bodenbender).
Es folgten Haupt- und Nebenrollen in den Krimireihen Ein starkes Team (2005; als Hausmeisterin und Kommissar Garbers Nachbarin Jutta Hellenthal), Das Duo (2005; als Linda Sewing, die Hamburger „Zweitfrau“ eines Bigamisten), Bloch (2008; als psychotische Mutter Sabine Doran, die ihr Kind tötet), Bella Block (2008; als Corinna Böhme, die alkoholkranke Jugendfreundin einer ermordeten jungen Frau, die dem Mordopfer mehrfach ein falsches Alibi verschaffte), Donna Leon (2009; als Sonia Tassini, die Ehefrau eines verdächtigen Nachtarbeiters in einer Glasfabrik) und Kommissarin Lucas (2010; als Mutter Christel Huber, die sich Sorgen um ihre verschwundene Tochter macht).
Dazwischen war sie im November und Dezember 2007 in der 6-teiligen Fernsehserie Elvis und der Kommissar in einer durchgehenden Serienrolle zu sehen. Sie spielte die Kneipenwirtin Anja Nolte, die den ermittelnden Kommissar Hans Behringer (Jan-Gregor Kremp) „nicht nur mit Hausmannskost versorgt“.
In der romantischen TV-Komödie Sterne über dem Eis (Erstausstrahlung Dezember 2009; Regie: Sigi Rothemund) war Schade in der weiblichen Hauptrolle zu sehen. Sie spielte die Wissenschaftsjournalistin Nina Hofmann, die auf einer Reise in die Arktis ihre große Liebe, den Meeresbiologen Martin Schnell (Michael Fitz) wiedertrifft. Im Polizeiruf 110: Blutiges Geld (Erstausstrahlung: April 2010) spielte sie die Klinikärztin Dr. Andrea Lund im St. Andreas-Klinikum, die von dem Entführer ihrer Tochter erpresst wird, einen ihrer Patienten sterben zu lassen, die sich aber in ihrer Verzweiflung dann Kriminalhauptkommissar Schneider (Wolfgang Winkler) anvertraut.
Ihre erste Kinohauptrolle hatte Schade in dem Kinofilm Die Räuberin (2012), dem Regiedebüt des Drehbuchautors Markus Busch. Schade verkörperte darin die Mittvierzigerin Tania, die aus München nach Norddeutschland gezogen ist, um dort als Künstlerin zu leben und zu arbeiten, und deren Leben eine Wende bekommt, als sie eine Beziehung zu einem viel jüngeren Mann eingeht.
In der ARD-Fernsehkomödie Mensch Mama! (Regie: Dirk Regel), deren Erstausstrahlung im September 2012 war, spielte sie die Ehefrau und Mutter Anja Bremer, die ihrer Familie nichts von ihrem Lottogewinn erzählt. In der TV-Familienkomödie Die Aufnahmeprüfung (Erstausstrahlung: November 2012) spielte sie die geschiedene Klinikärztin Dr. Susanne Meissner, eine alleinerziehende Mutter von drei Kindern, die ihren Kindern zum ersten Mal ihren neuen Freund Markus Sedlow (Jan-Gregor Kremp), der zugleich der Mathematiklehrer ihres halbwüchsigen Sohnes ist, vorstellt, und ihn gleich zu einem gemeinsamen Urlaub in die Tiroler Berge mitnimmt. In dem Stubbe–Krimi Tödliche Bescherung (Erstausstrahlung: Dezember 2013) spielte sie die Steuerberaterin Liane Stieler, die aus unerwiderter Liebe zur Mörderin wird. Im Tatort: Franziska (ARD-Erstausstrahlung: Januar 2014) spielte sie Katharina Streiter, die neue Leiterin der JVA, die der bevorstehenden Entlassung des Mörders und Vergewaltigers Daniel Kehl (Hinnerk Schönemann) mit Skepsis begegnet, und mit einer Geiselnahme in „ihrer“ Haftanstalt konfrontiert wird.
In der TV-Komödie Mit Burnout durch den Wald (Erstausstrahlung: August 2014) spielte sie Hanna, die Therapeutin einer Gruppe von Burn-Out-Patienten, umgeben von einem Ensemble bekannter Fernsehstars (u. a. Jutta Speidel, Walter Kreye, Stefanie Stappenbeck, Max von Pufendorf). Im Tatort: Vielleicht (Erstausstrahlung: November 2014) stellte sie Karin Breitenbach, die Chefin von Kriminalhauptkommissar Felix Stark (Boris Aljinovic) dar. Im Spreewaldkrimi Die Tote im Weiher (Erstausstrahlung: November 2014) war sie die Psychologin und Psychotherapeutin Dr. Trumaschek. Im Weihnachtsprogramm 2014 war Schade in der ZDF-Fernsehreihe Kreuzfahrt ins Glück zu sehen. Sie spielte Anna Körner, die wesentlich jüngere Ehefrau des todkranken Inhabers einer Kartonagenfabrik, die einst in den Sohn ihres jetzigen Mannes verliebt war. In der ZDF-Komödie Schwägereltern (Erstausstrahlung: Februar 2015) war sie Irene Steimle, die Mutter der Braut. In der ZDF-Krimireihe Ein starkes Team hatte sie in dem Film Stirb einsam! (Erstausstrahlung: Februar 2015) eine der Hauptrollen; sie spielte Veronika Teichmann, eine Sachbearbeiterin des Berliner Arbeitsamts, die aus unerwiderter Liebe zu einem ihrer Hartz IV-Kunden zur Mörderin wird.
Im März 2016 war Schade in dem ARD-Fernsehfilm Frau Pfarrer & Herr Priester in der weiblichen Hauptrolle zu sehen. Sie spielte die alleinerziehende und couragierte Pfarrerin Rieke Schmidt. Im Tatort Land in dieser Zeit (Erstausstrahlung: Januar 2017) spielte sie Rosi Grünenklee, die hochverschuldete Inhaberin eines Frisörsalons, deren Angestellte Opfer eines Brandanschlags auf den Salon wird. In dem Wilsberg-Krimi Die fünfte Gewalt (Erstausstrahlung: Februar 2017) spielte sie die Journalistin Marion Brinkhoff, die Mitgründerin einer Anti-Lobby-Organisation. Im Februar 2017 war sie in der ZDF-Serie Die Spezialisten – Im Namen der Opfer in einer Episodenhauptrolle zu sehen; sie spielte die Gärtnereibesitzerin Barbara Berg, die Informationen über ihren Bruder, der in den 1980er Jahren radioaktiv verstrahltes Gemüse verkaufte, an einen Journalisten weitergab. Im Kölner Tatort Nachbarn (Erstausstrahlung: März 2017) spielte sie die verheiratete und frustrierte Anne Möbius.
In der ZDF-Krimiserie SOKO Wismar spielte sie in der in Spielfilmlänge gedrehten Weihnachtsfolge 2017 (Bittere Weihnachten, Erstausstrahlung: Dezember 2017) die Hauptrolle Hanna Böhm, die Mitarbeiterin eines Holzschnitzers auf dem Wismarer Weihnachtsmarkt, die zur Mörderin und Entführerin wird, um den Selbstmord ihres Sohnes zu rächen. Im Dezember 2017 war sie außerdem in der ZDF-Fernsehreihe Das Traumschiff in einer Hauptrolle zu sehen; sie spielte die Lehrerin und zukünftige Schuldirektorin Lale Hansen, die mit der Kreuzfahrt versucht, über die Trennung von ihrem Mann hinwegzukommen. In der ZDF-Herzkino-Reihe Frühling (2018) spielte sie die erfolgreiche Politikerin Lala und Lebensgefährtin des Münchner Architekten Jan Steinmann (Christoph M. Ohrt). In der „ZDF-Samstagskrimi“-Reihe Herr und Frau Bulle (2018) gehörte Schade als Diane Springer, die persönliche Assistentin und „rechte Hand“ des Fallanalytikers Heiko Wills, gemeinsam mit Johann von Bülow, Alice Dwyer und Tim Kalkhof zum Ermittlerteam. Im Magdeburger Polizeiruf 110: Zehn Rosen (Erstausstrahlung: Februar 2019) war sie die Psychiaterin und Nervenärztin Dr. Paola von Jogow, die Transsexuelle auf ihre Geschlechtsangleichung vorbereitet, nachdem ihr eigener Geschlechterwechsel gutachterlich nicht genehmigt worden war. In der 8. Staffel der ZDF-Serie Letzte Spur Berlin übernahm Schade eine der Episodenhauptrollen als Ehefrau eines spurlos verschwundenen verurteilten Ex-Finanzmanagers. In der Fernsehreihe Der Usedom-Krimi verkörperte sie im 10. Film mit dem Titel Träume (2019) die treu ergebene, solidarische und in den Hausherrn verliebte Haushälterin eines erfolgreichen Usedomer Bauunternehmers. Im 4. Teil der TV-Reihe Die Drei von der Müllabfuhr, Kassensturz (2020), verkörperte Schade die verzweifelte Berliner Eckkneipen-Wirtin Regine, die gemeinsam mit ihrem Ehemann kurz vor dem Konkurs steht. In der 11. Staffel der ZDF-Serie Die Chefin (2020) übernahm Schade eine der Episodenhauptrollen als Verbraucherschützerin und Münchner „Lebensmittel-Päpstin“ Regina Stäber. Im 17. Film der ZDF-Krimireihe Unter anderen Umständen mit dem Titel Lügen und Geheimnisse, der im November 2020 erstausgestrahlt wurde, war sie in einer der Episodenrollen als zur Selbstjustiz greifende Mutter einer getöteten 19-jährigen Abiturientin, die für einen Porno-Chat-Kanal arbeitete, zu sehen.
In der sechsteiligen Anwaltsserie Mandat für Mai (2024) spielte Schade in einer durchgehenden Hauptrolle die ehrenamtliche Ortsbürgermeisterin Heike.

### Ehrenamtliches Engagement und Privates
Seit 2017 setzt sich Birge Schade für das Thema Alphabetisierung ein. Sie ist Schirmherrin bei der gemeinnützigen Einrichtung „KOPF, HAND + FUSS“ und unterstützt die Bekanntmachung der kostenfreien App „IRMGARD“, die Erwachsenen hilft, Lesen und Schreiben zu lernen.
Birge Schade betreibt Taekwondo. Schade wurde evangelisch erzogen und konfirmiert, trat jedoch als junge Erwachsene aus der Kirche aus. Sie beschreibt sich heute als „fern jeglicher Glaubensbekenntnisse“. Schade ist geschieden und lebt im Berliner Ortsteil Prenzlauer Berg. Mit dem Jazzmusiker Max Hacker, mit dem sie 15 Jahre zusammen war, hat sie einen gemeinsamen Sohn.

## Filmografie (Auswahl)

### Kinofilme
- 1988: Herbstmilch
- 1989: Die unendliche Geschichte II – Auf der Suche nach Phantásien
- 1990: Sommertage
- 1994: Affären
- 1995: Der Leihmann
- 1995: Schlafes Bruder
- 1996: Jenseits der Stille
- 2000: Stundenhotel
- 2002: Baader
- 2004: Bin ich sexy?
- 2009: Männerherzen
- 2011: Die Räuberin
- 2012: Staub auf unseren Herzen
- 2014: Kreuzweg
- 2018: Der Junge muss an die frische Luft
- 2019: Lara
- 2020: Albträumer

### Fernsehfilme
- 1991: Marx & Coca Cola (Zweiteiler)
- 1994: Amok
- 1997: Der Skorpion
- 1998: Durch dick & dünn
- 1998: Ein Mann stürzt ab
- 1998: Letzte Chance für Harry
- 1999: Deine besten Jahre
- 1999: Die hohe Kunst des Seitensprungs
- 2000: Die Wüstenrose (Zweiteiler)
- 2001: Der Superbulle und die Halbstarken
- 2001: Mein Papa mit der kalten Schnauze
- 2001: Späte Rache
- 2002: Hochzeit auf Raten
- 2002: Am Ende der Hochzeitsnacht
- 2002: Mord im Haus des Herrn
- 2002: Hotte im Paradies
- 2003: Mädchen, böses Mädchen
- 2003: Katzenzungen
- 2004: Drechslers zweite Chance
- 2004: Delphinsommer
- 2005: Mord am Meer
- 2005: Gegen jedes Risiko
- 2005: Der Grenzer und das Mädchen
- 2006: Der Tote am Strand
- 2006: Krieg der Frauen
- 2007: Windland
- 2008: Die Hitzewelle – Keiner kann entkommen
- 2009: Pretty Mama
- 2009: Sterne über dem Eis
- 2010: Kennedys Hirn
- 2012: Was bleibt
- 2012: Und alle haben geschwiegen
- 2012: Mensch Mama!
- 2012: Finn und der Weg zum Himmel
- 2012: Die Aufnahmeprüfung
- 2013: Die letzte Fahrt
- 2013: Wenn es am schönsten ist
- 2014: Mit Burnout durch den Wald
- 2015: Schwägereltern
- 2016: Frau Pfarrer & Herr Priester
- 2018: Getrieben
- 2024: Ich hab den Weihnachtsmann geküsst

### Fernsehserien und Fernsehreihen
- 1991: Sag mal Aah! (13 Folgen)
- 1992: Auf Achse – Musa und Marie (Folge 5x11)
- 1993: Hecht & Haie – Massagesalon (Folge 1x10)
- 1993–2010: Ein Fall für zwei (4 Folgen)
- 1994–1997: Wie Pech und Schwefel (17 Folgen)
- 1994: Happy Holiday – Fremde Federn (Folge 2x10)
- 1994: Die Wache (Folgen 1x16–1x18)
- 1994–1996: Die Männer vom K3 (Folgen 3x07, 3x12)
- 1998: Lisa Falk – Eine Frau für alle Fälle – Die Falle (Folge 1x06)
- 1999: Wolffs Revier (Folge 8x08)
- 1999: Die Cleveren (Folge 1x02)
- 2000: Kommissar Rex (Folge 6x05)
- 2000: Anwalt Abel – Das Geheimnis der Zeugin (Folge 10x01)
- 2001: Der Clown – Gedächtnisschwund (Folge 6x03)
- 2004: Polizeiruf 110: Winterende (Folge 33x07)
- 2005: SOKO Leipzig – Eine glückliche Familie (Folge 7x09)
- 2005: Ein starkes Team: Lebende Ziele
- 2005: Das Duo: Herzflimmern
- 2005: Nikola (Folge 9x11)
- 2006: Blond: Eva Blond! – Der sechste Sinn
- 2006; 2010: Der Kriminalist (Folgen 1x02, 4x06)
- 2006: Abschnitt 40 – Täter und Opfer (Folge 5x04)
- 2007: Notruf Hafenkante – Spiel des Lebens (Folge 1x02)
- 2007: Elvis und der Kommissar (6 Folgen)
- 2008: The Bill (Folgen 24x79–24x80)
- 2008: Bloch: Vergeben, nicht vergessen
- 2008–2013: SOKO Köln (Folgen 5x06, 10x02)
- 2008: Bella Block: Falsche Liebe
- 2009–2010: Kommissar Stolberg (Folgen 5x03, 8x04)
- 2009: SOKO Leipzig: Entführung in London (Crossover-Folge)
- 2009: Donna Leon – Wie durch ein dunkles Glas
- 2010: Der Alte (Folgen 35x03, 36x02)
- 2010: Kommissarin Lucas – Spurlos
- 2010: Polizeiruf 110: Blutiges Geld
- 2010: Großstadtrevier – Bretter, die die Welt bedeuten (Folge 23x17)
- 2011: Danni Lowinski – Alles muss raus (Folge 2x08)
- 2012–2015: Reiff für die Insel → siehe Episodenliste
- 2012: Dora Heldt: Bei Hitze ist es wenigstens nicht kalt
- 2012: Der Dicke – Unter Verdacht (Folge 4x13)
- 2013: Heiter bis tödlich: Hauptstadtrevier (Folge 1x13)
- 2013: Stubbe – Von Fall zu Fall: Tödliche Bescherung
- 2014: Tatort: Franziska
- 2014: Tatort: Vielleicht
- 2014: Spreewaldkrimi: Die Tote im Weiher
- 2014: Kreuzfahrt ins Glück – Hochzeitsreise nach Dubai
- 2015: Ein starkes Team: Stirb einsam!
- 2016: Der Kriminalist – Die Mensch-Maschine (Folge 11x07)
- 2017: Tatort: Land in dieser Zeit
- 2017: Wilsberg: Die fünfte Gewalt
- 2017: Die Spezialisten – Im Namen der Opfer – Der Gau (Folge 2x03)
- 2017: Tatort: Nachbarn
- 2017: Eltern allein zu Haus: Die Winters (Fernseh-Trilogie, Film 2)
- 2017: SOKO Wismar – Bittere Weihnachten (Folge 15x12)
- 2017: Das Traumschiff: Uruguay
- 2018: Im Wald – Ein Taunuskrimi
- 2018: Pastewka – Der Camper (Folge 8x02)
- 2018: Frühling – Gute Väter, schlechte Väter
- 2018: Frühling – Am Ende des Sommers
- 2018: Herr und Frau Bulle: Tod im Kiez
- 2019: Polizeiruf 110: Zehn Rosen
- 2019: Letzte Spur Berlin – Bonuszahlung (Folge 8x03)
- 2019: Die Diplomatin – Böses Spiel
- 2019: SCHULD nach Ferdinand von Schirach – Lydia (Folge 3x03)
- 2019: Herr und Frau Bulle: Totentanz
- 2019: Träume – Der Usedom-Krimi
- 2020: Herr und Frau Bulle: Abfall
- 2020: Die Drei von der Müllabfuhr – Kassensturz
- 2020: Die Chefin – Gesundes Bayern (Folge 11x04)
- 2020: Unter anderen Umständen: Lügen und Geheimnisse
- 2021: Ein starkes Team: Man lebt nur zweimal
- 2021: Herr und Frau Bulle: Alles auf Tod
- 2021: Inga Lindström: Der schönste Ort der Welt
- 2021: Polizeiruf 110: Bis Mitternacht
- 2022: Der Alte – Existenz (Folge 46x04)
- 2022: Doktor Ballouz – Zweite Chance (Folge 2x06)
- 2022: Die Kanzlei – Bittere Pillen (Folge 5×02)
- 2022: Bettys Diagnose – Findelkind (Folge 9×09)
- 2022: Spreewaldkrimi: Die siebte Person
- 2022: Friesland: Prima Klima
- 2023: Tatort: Nichts als die Wahrheit
- 2023: Liebes Kind
- 2023: Mit Herz und Holly: Diagnose Neustart
- 2024: Der Staatsanwalt – Ein neues Leben (Folge 19×04)
- 2024: Mandat für Mai
- 2025: Rosamunde Pilcher: Jahrestag
- 2025: Der Bergdoktor – Sternenkinder (Folge 18x07)

## Hörspiele
- 2002: Samuel Shem: House of God (Berry) – Regie: Norbert Schaeffer (Hörspiel – MDR)

## Auszeichnungen
- 2005: Deutscher Fernsehpreis in der Kategorie „Beste Schauspielerin Nebenrolle“ für ihre Rollen in Hotte im Paradies, Katzenzungen und Delphinsommer